# 先端巨大症
先端巨大症（せんたんきょだいしょう、acromegaly）は、日本の厚生労働省の正式病名は「下垂体性成長ホルモン分泌亢進症」で脳の下垂体前葉の成長ホルモン分泌腺細胞がその機能を保ったまま腫瘍化し（＝機能性腺腫）、成長ホルモンが過剰に産生され、手足や内臓、顔の一部分が肥大する病気。別名、末端肥大症もしくはアクロメガリー。また、「巨人症」と一般に称される状態はこの病気であることが多い。厚生労働省難病指定番号77番、小児では「先端巨大症」告示番号55番、障害者総合支援法では「成長ホルモン分泌亢進症」（番号は改定年度で変わる）

## 症状
成長ホルモンの過剰分泌により以下の症状が現れる。
- 唇が厚くなる。
- 額が突き出る。
- 下あごがせり出る。
- 四肢の異常な発達。特に足の甲が大きくなりいわゆる甲高になる。
- 四肢以外の筋肉の収縮。
- 骨がもろくなる。変形する。
- 心筋が左右不均衡に膨れて心筋自身の収縮力は不均衡になり循環器の薬剤治療が必要になる。
- 上記の関係でループ利尿剤等の投与のため尿で水分を排出するので頻尿になり紙おむつと3分以内に行けるトイレが必要になる。
- 進行するとカルシウムとナトリウムが血中から抜けていく。（カリウムの多いバナナやコーヒーの取りすぎに注意）
- 男性は髪の毛が抜ける量が多くなる。女性は逆に増える傾向になる。
- 視野狭窄特に左右の両側とも平らに見えなくなり遠近が判別できなくなりペットボトルなど正常につかめなくなる。（空間認知能力の低下、視神経圧迫のため）
- 温度と湿度に敏感になり体温調節ができなくなる。24℃60％で熱中症に近い症状18℃35％以下で体温低下が顕著になる。空調は温度だけでなく湿度の制御が必要になる。
- 睡眠時無呼吸症候群で睡眠不足になる。（強力な睡魔に睡眠不足とは無関係に３秒ほど急に襲われる場合があり）
- 大腸ポリープができやすく大腸がんになる。

名前の通り体の先端から肥大していく病気である。症自体には生命の危険は無いが、先端肥大症を放っておくと、死亡する確率が2倍以上になり、寿命が10年前後短くなると言われている。
骨発育停止前に成長ホルモンの分泌が過剰に起こる場合には下垂体性肥大症と呼ばれ身長や四肢や指の異常成長が見られる。
個人によっては身長が過剰に成長し、210センチメートルを越えたあたりから健康に悪影響を及ぼす危険性が高くなる。世間一般では長身の人物は身体が強いと思われがちだが、巨人症患者は身長の過剰な成長によって膝や背骨を痛めやすく、重度の患者は両手で杖をついたりして歩行しなくてはならなくなる。また、内臓は体に比して大きくなるわけでもないため内臓の働きに問題を持つ患者も少なくない。

## 統計
発症頻度は100万人あたり40 - 60人程度と言われている。

## 検査
- 一般検査：高血糖、高リン血症、高中性脂肪血症など。（日本国内では脳神経外科の血液検査一週間程度で判明する）
- ホルモン検査：血中GH、IGF-Iの高値。75g経口ブドウ糖負荷試験 (OGTT) でGH抑制不十分。
  - ブロモクリプチン負荷試験：健常人ではGH分泌が増加するが、先端巨大症では抑制される例が多い。
  - オクトレオチド負荷試験：GHが十分抑制されれば、治療に使用できる。
  - その他の下垂体前葉機能検査も行われる。
  - 病院によっては分析装置をもっていなく外部検査機関に委託する場合検査結果に一週間程度かかる場合がある。
- 画像検査：MRIにて下垂体腫瘍が見られる。（造影剤を使っての検査になり腎臓の濾過機能の低下の場合使えないことがある）
- 難病情報センターhttps://www.nanbyou.or.jp/entry/3923の病気の解説、診断基準を参照

## 治療方法
- 手術療法：経蝶形骨洞的下垂体腫瘍摘出術（Hardy法）、拡大経蝶形骨洞的腫瘍摘出術で鞍部分飛びだしている場合も手術可。
- 薬物療法：オクトレオチド（商品名：サンドスタチン）、GH受容体拮抗薬（ペグビソマント）、ドーパミン作動薬（カベルゴリン、ブロモクリプチン）など。
- 放射線療法：ガンマナイフ　（腫瘍が大きいと照射範囲が増えるので使えない場合医師から断られる。Hardy手術で小さくしてが優先（照射範囲が大きいと何回も場所をずらしてあてるため効果の確認に期間がかかり副作用が大きくなる）
- 放射線療法：サイバーナイフ（治療成績はあまり良くないらしい）
- 詳しくは難病認定も含めて難病情報センターhttps://www.nanbyou.or.jp/entry/3923参照概要診断基準等を参照

## 社会的影響
指を伸ばしたいピアニスト、バイオリニスト、足を伸ばしスタイルを良くしたいダンサー、バレリーナ、モデルなどが、成長ホルモンのドーピングにより発症している場合では、四肢が異常に長くなる一方で身長が伸びなかったり、身体のほかの部分の筋肉が萎縮したり、骨がもろくなったりするため、これらの薬剤の使用者で社会復帰する人は非常に少ない。
身長が非常に大きくなる場合はギネスブックの「世界一背の高い人物」と認定されたり、格闘技、バスケットボールなどの道を歩んで成功した患者もいる（こちらはドーピングによる発症ではない）。ジャイアント馬場、アンドレ・ザ・ジャイアント、出羽ヶ嶽文治郎、大内山平吉、岡山恭崇らがその例であるとされる。この病態は外見的な特徴が強く見られることもあり、これらの著名な患者の存在によって発症頻度が低いにもかかわらず「巨人症」「先端巨大症」という病名は社会的に有名である。